# Testacella haliotidea
Testacella haliotidea – gatunek drapieżnego ślimaka lądowego z rzędu trzonkoocznych. Osiąga do 12 cm długości. Charakteryzuje się obecnością niewielkiej muszli (8x5 mm) na tylnym końcu ciała. Barwa kremowa lub jasnobrązowa.
Testacella haliotidea jest ślimakiem pospolitym w Anglii, Walii i na południu Szkocji. Obserwowano go też na południu i południowym wschodzie Irlandii. Mimo stosunkowo dużej liczebności i rozmiarów jest ślimakiem trudnym do zaobserwowania, bowiem część życia spędza pod ziemią.